# Albia neogaea
Albia neogaea är en kvalsterart som beskrevs av Herbert Habeeb 1966. Albia neogaea ingår i släktet Albia och familjen Axonopsidae. Inga underarter finns listade i Catalogue of Life.